# Kimotesubani
Kimotesubani (gruz. კიმოთესუბანი, znana także jako Timotesubani, gruz. ტიმოთესუბანი) – wieś w Gruzji, w regionie Samcche-Dżawachetia, w gminie Bordżomi. W 2014 roku liczyła 235 mieszkańców.